# Kangaba
Kangaba ist eine Gemeinde und Hauptort des Kreises Kangaba in der Region Koulikoro in Mali. Die Gemeinde wurde in den Jahren vor der Volkszählung 2009 umbenannt in Minidian.

## Geografie
Kangaba liegt im Südwesten Malis nahe dem Fluss Niger, etwa 70 Kilometer südwestlich von Malis Hauptstadt Bamako.

## Einwohnerentwicklung
Die letzten Volkszählungen ergaben jeweils folgende Einwohnerzahlen:
| Jahr | Einwohner |
| ---- | --------- |
| 1998 | 13.420    |
| 2009 | 18.125    |

## Sehenswürdigkeiten
In der Ortsmitte steht das Gemeinschaftshaus Kamablon, erbaut als Rundbau im Jahr 1653. Sein Strohdach wird im Rahmen eines fünftägigen Festes alle sieben Jahre neu gedeckt. Dieses Ritual steht auf der Repräsentativen Liste des immateriellen Kulturerbes der Menschheit der UNESCO.